# عقيب طويل الجناحين
عُقيب طويل الجناحين أو مُرزة طويلة الجناحين أو هار طويل الجناحين (الاسم العلمي: Circus buffoni) هو نوع من فصيلة بازية.